# Middle River of Pictou
Middle River of Pictou (do 26 marca 1976 Middle River) – rzeka (river) w kanadyjskiej prowincji Nowa Szkocja, w hrabstwie Pictou, płynąca w kierunku północnym i uchodząca do zatoki Pictou Harbour; nazwa Middle River urzędowo zatwierdzona w 1924. Wydzielana na jej wodach jest zatoka Little Gut. W rzekę wcina się przylądek Begg Point. Nad rzeką położone są m.in.: Alma (pierwotnie od rzeki nosząca miano Middle River), Granton. Dopływami Middle River of Pictou są: Gairloch Brook, Mill Brook, Billy Boudreau Brook, Hugh Brook, Skinner Brook, Bear Brook, Brown Brook i Begg Brook.